# Manuel I de Trebizonda
Manuel I de Trebizonda (c. 1218 – março de 1263) foi um monarca do Império de Trebizonda que reinou entre 1238 e 1263. Foi antecedido no trono por João I e sucedido por Andrônico II.